# (6801) Střekov
(6801) Střekov – planetoida z pasa głównego asteroid okrążająca Słońce w ciągu 3 lat i 103 dni w średniej odległości 2,21 j.a. Została odkryta 22 października 1995 roku w Obserwatorium Kleť w pobliżu Czeskich Budziejowic przez Zdenka Moravca. Nazwa planetoidy pochodzi od czeskiego miasta Střekov, obecnie dzielnica Uścia nad Łabą. Przed jej nadaniem planetoida nosiła oznaczenie tymczasowe (6801) 1995 UM1.